# 二里镇 (习水县)
二里镇，是中华人民共和国贵州省遵义市习水县下辖的一个乡镇级行政单位。
2015年12月28日，贵州省人民政府批复同意习水县部分乡镇行政区划调整，撤销二里乡，设置二里镇，撤乡设镇后行政区域和政府驻地不变。

## 行政区划
二里镇下辖以下地区：
钟家湾村、二里村、玉溪村、红工村、星光村、井坝村和观摩村。